# Actinolema
Actinolema là chi thực vật có hoa trong họ Apiaceae.